# Savoy Palace

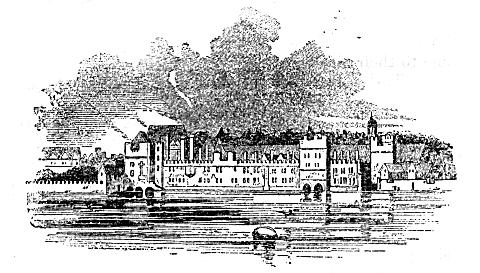
Raffigurazione frontale del Savoy Palace

Il Savoy Palace era considerato la maggiore residenza nobiliare della Londra medievale, fino alla sua distruzione durante la Rivolta dei contadini del 1381. Era situato sullo Strand, sul sito degli attuali Savoy Theatre e Savoy Hotel, che ne ricordano il nome. Nella sua area la legge era diversa dal resto di Londra, costituendo fino al 1900 la Libertà di Savoia, un’area sottoposta direttamente al Ducato di Lancaster.

## Savoy Palace
Nel Medioevo, sebbene ci fossero molti palazzi nobiliari all'interno delle mura cittadine, la strada più prestigiosa era lo Strand, tra la City ed il villaggio di Charing, sul luogo dell'odierno Charing Cross, (allora nella contea del Middlesex). La zona era favorita anche dalla vicinanza della via d'acqua del Tamigi e dall'essere lontano dai frequenti tumulti sociali e incendi che caratterizzavano il centro cittadino.
Enrico III aveva concesso il terreno allo zio della Regina Eleonora di Provenza, Pietro II di Savoia, nel 1246. Il palazzo costruito in quel luogo divenne in seguito la residenza del Principe Edmund, Conte di Lancaster; i suoi discendenti, lo abitarono per tutto il XIV secolo. In quegli anni lo Strand era pavimentato fino al palazzo, prestigiosa residenza di Giovanni Plantageneto, I duca di Lancaster, zio di Riccardo II. 

### Distruzione
Durante la Rivolta dei contadini guidata da Wat Tyler nel 1381, i rivoltosi, avversi a Giovanni, duca di Lancaster, per l'introduzione del testatico, demolirono sistematicamente il Savoy e distrussero ciò che conteneva, bruciandolo o gettandolo nel fiume. Tuttavia il nome Savoy si legò al luogo del precedente palazzo.

## Savoy Hospital

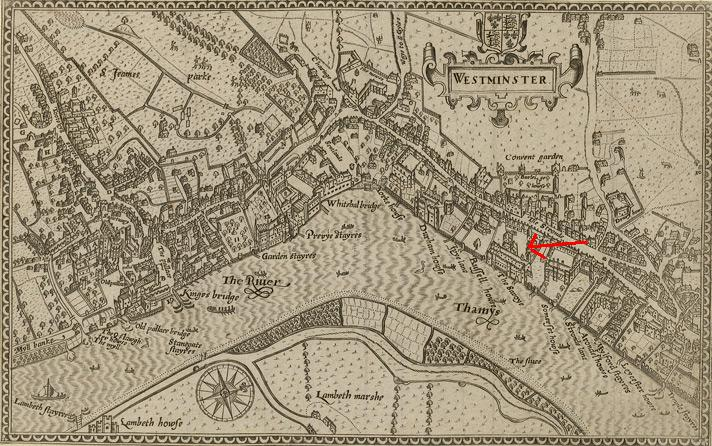
Mappa del 1593 di Westminster con l'indicazione del Savoy.

Sul sito del palazzo Enrico VII fondò il Savoy Hospital per i poveri e bisognosi, lasciando per questo indicazioni nel suo testamento. Fu aperto nel 1512. 
La grande struttura era il più imponente ospedale del tempo nel paese e il primo a servirsi di un personale medico permanente. Chiuse nel 1702 e le sue strutture furono demolite nel XIX secolo. 

## Savoy Chapel
L'unica porzione dell'ospedale a sopravvivere alle demolizioni fu la cappella dedicata a San Giovanni Battista. In passato ospitava una congregazione luterana, mentre oggi è un tempio della Chiesa d'Inghilterra per il Ducato di Lancaster e il Royal Victorian Order.

## Oggi
Il Savoy è ricordato nei nomi del Savoy Hotel e del Savoy Theatre, che si trovano sul sito. Inoltre il nome Savoy si trova in diverse strutture e strade dei dintorni: Savoy Buildings, Court, Hill, Place, Row, Street e Way. Savoy Place è la sede londinese dell'Institution of Engineering and Technology.